# Llanbedr Dyffryn Clwyd
Llanbedr Dyffryn Clwyd är en community i Storbritannien.   Den ligger i kommunen Denbighshire och riksdelen Wales, i den södra delen av landet, 280 km nordväst om huvudstaden London.